# Zastava Mestne občine Celje
Zastava Mestne občine Celje je sestavljena iz dveh enakoširokih prog rumene in modre barve. V primeru, če zastava visi navpično, je leva proga rumene in desna modre barve, v primeru, če zastava plapola, pa je zgornja proga rumene in spodnja modre barve.
Na sredini zastave se nahaja grb Mestne občine Celje.